# Bob Martens

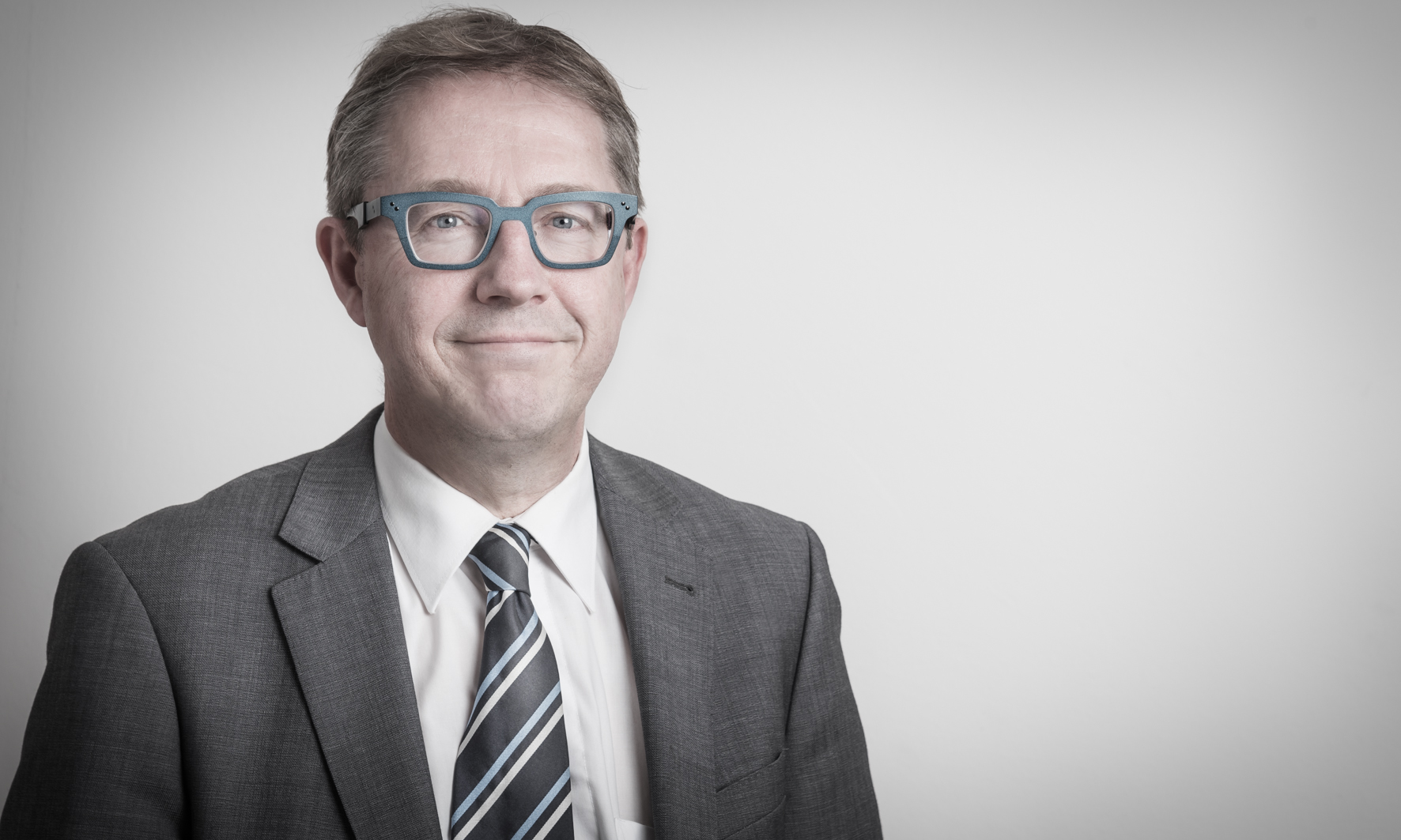
Bob Martens

Bob Martens (* 11. März 1961 in Eindhoven) ist ein in Österreich niedergelassener Architekt und Hochschullehrer, der sich auf das Fachgebiet Räumliche Simulation und Raumgestaltung spezialisiert hat.

## Leben
Martens studierte Architektur und Städtebau in Eindhoven und Wien (Diplom 1984; Promotion 1987) und ist seit 1988 an der TU Wien am Institut für Architektur und Entwerfen tätig. Insbesondere die Realisierung des ersten österreichischen „Raumexperimentierlabors“ ist im Zuge seiner Tätigkeit hervorzuheben. Es stellt dies eine Simulationsumgebung für die Erprobung von räumlichen Konstruktionen und Gestaltungen in wahrer Größe dar.
Der habilitierte Wissenschafter Martens propagiert und konzipiert seitdem studentische Entwurfsübungen, welche einen intensiven Bezug zur Nutzerschaft und diversen Interessenvertretern aufweisen. Parallel dazu setzt sich Martens nachdrücklich dafür ein, das analoge und digitale Umfeld wechselseitig in einen wirkungsvollen Dialog zu stellen. Die virtuelle Rekonstruktion von (Wiener) Synagogen beinhaltet in diesem Zusammenhang einen herauszustreichenden Forschungsschwerpunkt.
Als im Jahre 2005 mit der Gründung des Continuing Education Centers ein Dach über die Weiterbildung an der TU Wien errichtet wurde, stellt dies seitdem ein weiteres Betätigungsfeld dar (Studiendekanat). Insbesondere die Weiterentwicklung der immobilienwirtschaftlichen Lehrangebote wird dabei von ihm als Lehrgangsleiter federführend vorangetrieben.

## Schriften (Auswahl)
- mit Herbert Peter: BIM and Virtual Reconstruction: A Long-term View of (Re-) Modeling. [Buchkapitel in: Kensek/Noble (eds.), Building Information Modeling. Wiley, Hoboken (New Jersey) 2014].
- mit Herbert Peter: Die zerstörten Synagogen Wiens. Virtuelle Stadtspaziergänge. Mandelbaum, Wien 2009.
- mit A. Keul: Designing Social Innovation: Planning, Building, Evaluating. Hogrefe, Göttingen 2005.
- mit Herbert Peter: ArchiCAD – Virtuelles Bauen praxisnah. Springer, Wien, New York 2005.
- Full-scale Modeling and the Simulation of Light. ÖKK, Wien 1999.
- Räumliche Simulationstechniken in der Architektur. Wege zu einer neuzeitlichen Raumgestaltung. Lang, Frankfurt am Main 1995.
- Der Bahnhofsvorplatz in der Großstadt im 19. und 20. Jahrhundert, VWGÖ, Wien 1988, ISBN 3-85369-718-6 (= Dissertationen der Technischen Universität Wien, Band 46, zugleich Dissertation an der TU Wien 1988).

## Auszeichnungen
- 1994: Förderungspreis der Stadt Wien in der Sparte Natur- und Technische Wissenschaften
- 2018: Niederösterreichischer Kulturpreis – Anerkennungspreis in der Kategorie Erwachsenenbildung gemeinsam mit Herbert Peter[1][2]